# Cormaranche-en-Bugey
Cormaranche-en-Bugey è un ex comune francese di 930 abitanti situato nel dipartimento dell'Ain della regione dell'Alvernia-Rodano-Alpi. Il 1º gennaio 2019 fu accorpato con i comuni di Hauteville-Lompnes, Hostiaz e Thézillieu per formare il nuovo comune di Plateau d'Hauteville.

## Storia

### Simboli
Lo stemma comunale era stato adottato il 28 febbraio 1992.

## Società

### Evoluzione demografica
Abitanti censiti